# لارا سانت باول
لارا سانت باول (بالإنجليزية: Lara Saint Paul) هي مغنية إريترية، ولدت في 30 أبريل 1945 في أسمرة في إريتريا، وتوفيت في 8 مايو 2018 في كازاليكيو دي رينو في إيطاليا بسبب سرطان.

## مهرجانات
شاركت لارا في مهرجان سانريمو الموسيقي لاول مره في عام 1962 في ايطاليا تحت اسم تانيا

## وصلات خارجية
- الموقع الرسمي
- لارا سانت باول على موقع IMDb (الإنجليزية)
- لارا سانت باول على موقع ميوزك برينز (الإنجليزية)
- لارا سانت باول على موقع ميوزك برينز (الإنجليزية)
- لارا سانت باول على موقع ميوزك برينز (الإنجليزية)
- لارا سانت باول على موقع ديسكوغز (الإنجليزية)
- لارا سانت باول على موقع ديسكوغز (الإنجليزية)
- لارا سانت باول على موقع ديسكوغز (الإنجليزية)